# トーチジンジャー
トーチジンジャー（Torch Ginger、学名: Etlingera elatior）は、タイからマレーシアの熱帯アジアを原産とするショウガ科エトリンゲラ属の多年草植物。別名「カンタン」。

## 特徴
高さ約3-4mになり、葉は細長くしょうがに似る。葉柄部は、赤紅色。株の基部から別に生じる、1-２mの真っ直ぐなステッキ状の花茎の先端に球状花序を付け、赤色ないしはピンク色の目立つ花を咲かせる。10数枚の苞が重なって球形にみえる。
従来は3属（アカスマ属、ゲアントゥス属、ニコライア属（トーチジンジャー属））に区分されてきたが、エトリンゲラ属（Etlingera）に統一された。

## 利用

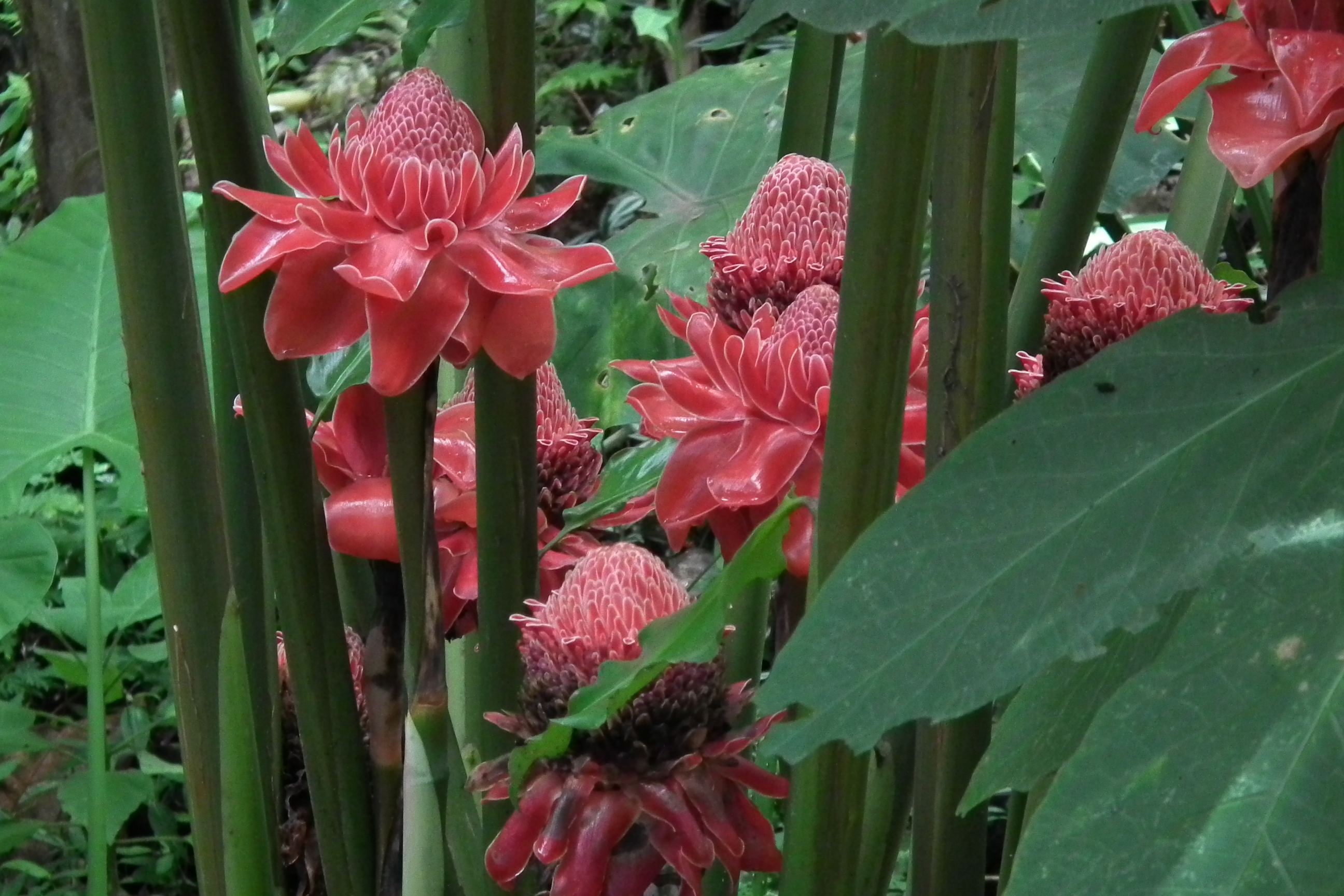
トーチジンジャー（ラオス、ルアンパバーンにて撮影 2011,5,3）

### 鑑賞
- 花は観賞用に用いられる。日本でも温室をもつ植物園ではしばしば見かけることができる。

### 食用
- 果実は生食で、若い花序は香味野菜として、種子は香辛料に利用される。

### 日本で主に見られる場所
- 夢の島公園（東京都）
- 京都府立植物園（京都市）